# Municipio de Post
El municipio de Post (en inglés: Post Township) es uno de los dieciocho municipios ubicados en el condado de Allamakee en el estado estadounidense de Iowa. En el año 2000 el municipio tenía una población de 2404 habitantes y una densidad poblacional de 26,4 personas por km². En su territorio se encuentra una ciudad, Postville.

## Geografía
El municipio de Post se encuentra ubicado en las coordenadas 43°06′57″N 91°32′57″O / 43.11583, -91.54917..